# Protohydra psamathe
Protohydra psamathe is een hydroïdpoliepensoort uit de familie van de Protohydridae. De wetenschappelijke naam van de soort is voor het eerst geldig gepubliceerd in 1964 door Omer-Cooper.